# サルハマシギ

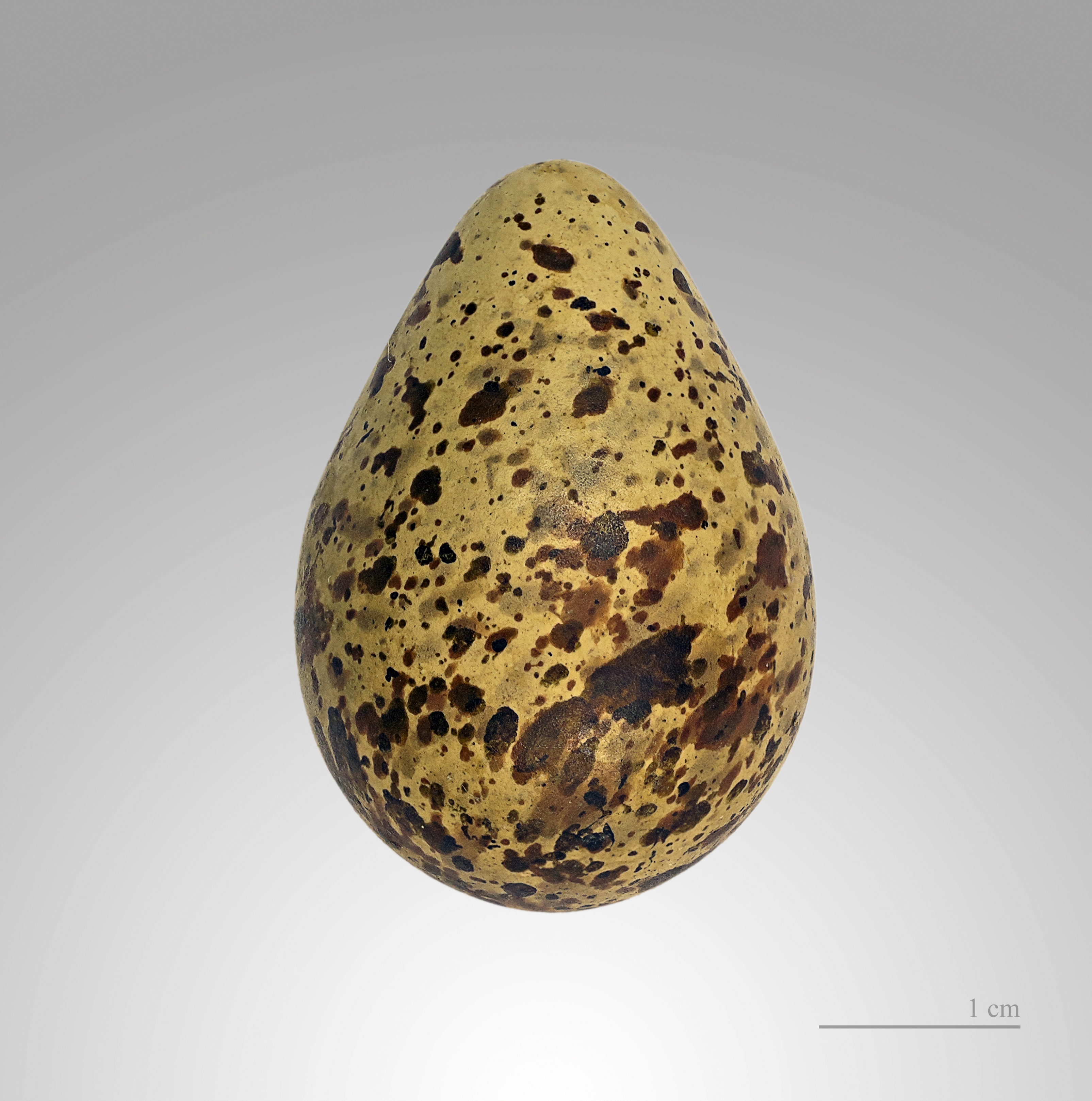
Calidris ferruginea

サルハマシギ（猿浜鷸、学名：Calidris ferruginea）は、チドリ目シギ科に分類される鳥類の一種である。

## 分布
シベリア北部の北極圏で繁殖し、冬季はアフリカ、インド、東南アジア、オーストラリアへの渡りをおこない越冬する。
日本では、旅鳥として春と秋の渡りの時に全国各地に渡来するが、数は少ない。

## 形態
全長21.5cm。雌雄同色。夏羽の色彩は、頭が暗紅褐色で黒い軸斑があり、胸と腹は暗褐色である。冬羽は体の上面が灰褐色で下面は白くなる。ハマシギと似ているが、サルハマシギの方が体が一回り大きく、嘴と足が長いことで判別できる。

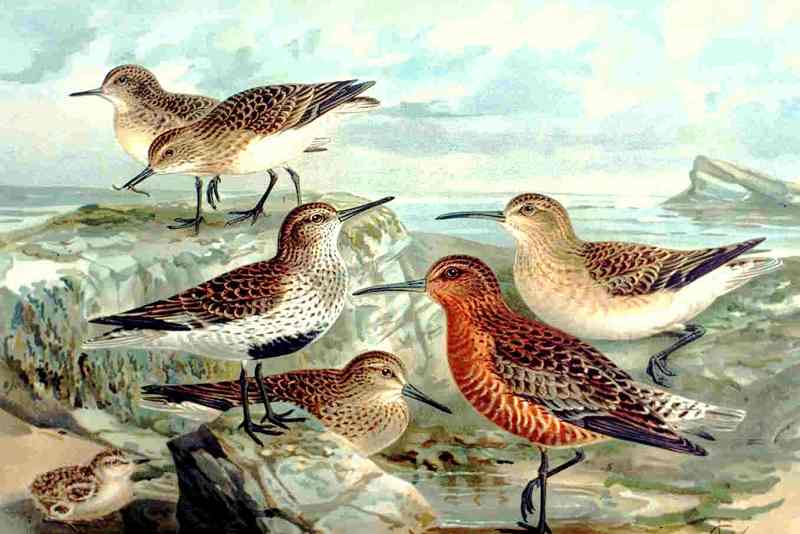
右の橙色がサルハマシギ。中央の腹部が黒いのはハマシギ